# Carlo Alianello
Carlo Alianello, né le 20 mars 1901 à Rome et mort le 1er avril 1981 dans la même ville, est un écrivain et un scénariste italien. Il est un des plus importants auteurs du révisionnisme sur le Risorgimento et ses œuvres sont une référence pour plusieurs révisionnistes modernes. Comme scénariste, il collabore avec des réalisateurs du calibre d'Anton Giulio Majano, Luchino Visconti et Roberto Rossellini.

## Biographie
Carlo Alianello est né à Rome dans la région de Basilicate, quant à son père était de la ville Potenza. Carlo passé son enfance et son adolescence sans une demeure fixe en raison du travail de son père, un officier de l'armée. À l'âge de deux ans, il déménage avec ses parents à La Maddalena en Sardaigne. Après un passage à Florence, il est de retour à Rome, où fréquente le lycée et désirant de suivre les traces de son père, il essaie de poursuivre une carrière dans l'armée, mais son rêve est contrecarrée en raison d'une forte myopie. Carlo s'inscrit à l'université[Laquelle ?], il obtient un diplôme en lettres ainsi qu'un poste d'enseignant. Il enseigne dans les lycées de Rieti, Camerino et Rome.
Il exerce la fonction d'inspecteur auprès du ministère de l'Éducation et il travaille comme journaliste pour différents journaux, y compris le Corriere della Sera , Il Giornale d'Italia et Il Messaggero. À partir de 1940, Alianello se consacre à l'écriture, en se concentrant sur la période inhérentes à l'unification nationale. Dans ses livres, il revisite l'histoire de Basilicate à travers les souvenirs et l'histoire de ses ancêtres: grâce à son père et, plus encore, par son grand-père, un officier des Bourbons originaire de Missanello, lorsque François II fut renversé par les troupes garibaldienne.
Son activité sur l'époque risorgimentale se compose d'une sorte de trilogie narratif, le récit des événements historiques de l'effondrement du royaume des Deux-Siciles. L'objectif historique, culturelle et narratif d'Alianello est une étude du Risorgimento, réinterprété comme un moment dramatique au cours duquel une puissance étrangère occupait un État souverain.
Son premier livre, L'Alfiere est une œuvre à contre-courant qui permit de remettre en question le mythe du Risorgimento. Sa publication eut lieu pendant la période fasciste, pour qui l'unité de l'Italie et les entreprises de Garibaldi étaient considérés comme intouchables. Pour cette prise de position contre les diktats du fascisme, Alianello risqua l'exil, qu'il évita grâce à la chute du régime.

## La trilogie narratif
La trilogie est éditée en 1942 avec L'Alfiere, un roman qui décrit le triste sort d'un soldat des Bourbon congédié de l'académie militaire de Nunziatella et qui se retrouve immédiatement impliqué dans les événements orageux de l'invasion par les troupes irrégulières de Giuseppe Garibaldi qui conduiront en 1861 à l'unification nationale italienne. Le roman se concentre sur les événements militaires de la chute du dernier royaume du Sud, qui a eu lieu à la suite de trahisons et des complots des commandants militaires, masquant les actes héroïques des combattants.
Le roman est imprégné d'éthique et le protagoniste est conduit par une volonté dictée seulement par des principes moraux, en vertu de laquelle le soldat est prêt à combattre une bataille qui est perdue d'avance pour l'honneur et la loyauté. L'aspect moral est un élément qui imprègne le récit triptyque en entier, et Alianello s'y consacre en essayant de raconter l'histoire à travers la perspective du vaincu, qui fait à peine une règle, donnant une valeur à ses travaux révisionnistes.
L'information révisionniste se cache derrière la considération que le succès de l'Unité a mûri à cause des comportements moralement répréhensibles, quel que soit leur but. Alors que L'Alfiere et le second roman de la trilogie Soldati del Re se concentrent sur les aspects militaires, et le troisième roman L'eredità della priora est axé majoritairement sur les aspects politiques de la défaite des Bourbons et l'annexion du royaume des Deux-Siciles au royaume de Sardaigne.
Le thème central du roman est le brigandage postunitaire, à travers le récit des tentatives pour reconquérir le royaume par les défenseurs de l'ancienne dynastie. Le roman se profile comme un acte d'accusation à l'encontre de la guerre contre le brigandage qui a été menée avec une extrême violence par l'armée royale italienne, jusque-là dénommée armée piémontaise. Même dans ce nouveau roman, le point de vue est celui des vaincus.

## Le livreLa conquista del Sudet sa valeur révisionniste
L'expérimentation littéraire des trois romans historiques sera le terrain sur lequel Alianello préparera son livre sur le révisionniste La conquista del Sud. Contrairement aux romans, La conquista del Sud peut être défini comme un essai historique romancé, et est un véritable réquisitoire contre les envahisseurs d'un État indépendant.
L'accusation faite envers les personnages glorifiés du Risorgimento rend le dernier livre d'Alianello proche du terrain de « politiquement incorrect », étant indirectement contre la solution de l'unité nationale. Alianello sera utilisé comme chef de file par de nombreux néo-méridionalistes en raison du fait que dans leurs écrits, il est toujours présent dans leur bibliographie.

## Activité de scénariste
Deux œuvres littéraires de fiction d'Alianello ont été transposées en émission de télévision par la RAI :
- L'Alfiere (1956), avec Aroldo Tieri, Domenico Modugno, Maria Fiore
- L'eredità della priora (it) (1980), avec Alida Valli, Giancarlo Prete et Evelina Nazzari (it).

Les deux ont été dirigés par Anton Giulio Majano et Alianello a participé au scénario. L'écrivain a également collaboré à d'autres films comme Maddalena (1951) d'Augusto Genina, Les Chemises rouges (1952) de Goffredo Alessandrini, Senso (1954) de Luchino Visconti et Viva l'Italia (1961) de Roberto Rossellini.

## Œuvres
- L'Alfiere, 1942
- Il mago deluso, 1947
- Soldati del Re, 1952
- Maria e i fratelli, 1955
- L'eredità della Priora, 1963
- Nascita di Eva, 1966
- Lo scrittore o la solitudine, 1970
- La Conquista del Sud, 1972
- L'inghippo, 1973

## Filmographie
- Anita Garibaldi, de Goffredo Alessandrini (1952)
- Maddalena, de Augusto Genina (1954)
- Senso, de Luchino Visconti (1954)
- Viva l'Italia, de Roberto Rossellini (1961)
- L'eredità della priora, de Anton Giulio Majano (1980)

## Crédit d'auteurs
- (it) Cet article est partiellement ou en totalité issu de l’article de Wikipédia en italien intitulé « Carlo Alianello » (voir la liste des auteurs).